# Damernas skicross i freestyle vid olympiska vinterspelen 2014
Damernas skicross i freestyle vid olympiska vinterspelen 2014 hölls i Roza Chutor extrempark den 21 februari 2014. Tävlingen avgjordes först i ett seedinglopp, därefter åttondelsfinal, kvartsfinal, semifinal och till sist final där medaljerna fördelades.

## Medaljörer
| Spel     | Guld                    | Silver             | Brons               |
| Skicross | Marielle Thompson (CAN) | Kelsey Serwa (CAN) | Anna Holmlund (SWE) |

## Resultat

### Kvalåk
Damernas kvalåk i skicross startade klockan 11:45.
| Placering | Bib | Namn                     | Land       | Tid     | Skillnad | Noteringar |
| --------- | --- | ------------------------ | ---------- | ------- | -------- | ---------- |
| 1         | 13  | Kelsey Serwa             | Kanada     | 1:21,45 | +0       | Q          |
| 2         | 8   | Ophélie David            | Frankrike  | 1:21,46 | +0,01    | Q          |
| 3         | 6   | Marielle Thompson        | Kanada     | 1:21,56 | +0,11    | Q          |
| 4         | 16  | Anna Holmlund            | Sverige    | 1:22,21 | +0,76    | Q          |
| 5         | 4   | Marte Høie Gjefsen       | Norge      | 1:22,33 | +0,88    | Q          |
| 6         | 14  | Sanna Lüdi               | Schweiz    | 1:22,37 | +0,92    | Q          |
| 7         | 17  | Jorinde Müller           | Schweiz    | 1:22,46 | +1,01    | Q          |
| 8         | 12  | Georgia Simmerling       | Kanada     | 1:22,52 | +1,07    | Q          |
| 9         | 18  | Anna Wörner              | Tyskland   | 1:22,95 | +1,50    | Q          |
| 10        | 3   | Sandra Näslund           | Sverige    | 1:23,28 | +1,83    | Q          |
| 11        | 20  | Katya Crema              | Australien | 1,23,47 | +2,02    | Q          |
| 12        | 15  | Katrin Müller            | Schweiz    | 1:23,85 | +2,40    | Q          |
| 13        | 11  | Katrin Ofner             | Österrike  | 1:24,10 | +2,65    | Q          |
| 14        | 27  | Yulia Livinskaya         | Ryssland   | 1:24,21 | +2,76    | Q          |
| 15        | 10  | Heidi Zacher             | Tyskland   | 1:24,24 | +2,79    | Q          |
| 16        | 1   | Fanny Smith              | Schweiz    | 1:24,61 | +3,16    | Q          |
| 17        | 9   | Marielle Berger Sabbatel | Frankrike  | 1:24,62 | +3,17    | Q          |
| 18        | 5   | Karolina Riemen          | Polen      | 1:24,86 | +3,41    | Q          |
| 19        | 7   | Alizée Baron             | Frankrike  | 1:25,20 | +3,75    | Q          |
| 20        | 26  | Andrea Zemanová          | Tjeckien   | 1:25,96 | +4,51    | Q          |
| 21        | 21  | Anastasia Chirtsova      | Ryssland   | 1:25,99 | +4,54    | Q          |
| 22        | 22  | Marion Josserand         | Frankrike  | 1:26,61 | +5,16    | Q          |
| 23        | 2   | Andrea Limbacher         | Österrike  | 1:26,88 | +5,43    | Q          |
| 24        | 23  | Christina Staudinger     | Österrike  | 1:28,30 | +6,85    | Q          |
| 25        | 19  | Sami Kennedy-Sim         | Australien | 1:38,51 | +17,06   | Q          |
| 26        | 25  | Jenny Owens              | Australien | 1:59,84 | +38,39   | Q          |
| 27        | 24  | Nikol Kučerová           | Tjeckien   | DNF     | DNF      | Q          |
| 28        | 29  | Stephanie Joffroy        | Chile      | DNF     | DNF      | Q          |

### Utslagningsåk

#### 1/8-finaler
| Placering | Bib | Namn                     | Land      | Noteringar |
| --------- | --- | ------------------------ | --------- | ---------- |
| 1         | 1   | Kelsey Serwa             | Kanada    | Q          |
| 2         | 16  | Fanny Smith              | Schweiz   | Q          |
| 3         | 17  | Marielle Berger Sabbatel | Frankrike |            |

| Placering | Bib | Namn                 | Land       | Noteringar |
| --------- | --- | -------------------- | ---------- | ---------- |
| 1         | 8   | Georgia Simmerling   | Kanada     | Q          |
| 2         | 9   | Anna Wörner          | Tyskland   | Q          |
| 3         | 24  | Christina Staudinger | Österrike  |            |
| 4         | 25  | Sami Kennedy-Sim     | Australien | DNF        |

| Placering | Bib | Namn                | Land     | Noteringar |
| --------- | --- | ------------------- | -------- | ---------- |
|           | 12  | Katrin Müller       | Schweiz  | Q          |
|           | 28  | Stephanie Joffroy   | Chile    | Q          |
|           | 5   | Marte Høie Gjefsen  | Norge    |            |
|           | 21  | Anastasia Chirtsova | Ryssland | DNF        |

| Placering | Bib | Namn            | Land      | Noteringar |
| --------- | --- | --------------- | --------- | ---------- |
| 1         | 4   | Anna Holmlund   | Sverige   | Q          |
| 2         | 13  | Katrin Ofner    | Österrike | Q          |
| 3         | 20  | Andrea Zemanová | Tjeckien  |            |

| Placering | Bib | Namn              | Land      | Noteringar |
| --------- | --- | ----------------- | --------- | ---------- |
| 1         | 3   | Marielle Thompson | Kanada    | Q          |
| 2         | 14  | Yulia Livinskaya  | Ryssland  | Q          |
| 3         | 19  | Alizée Baron      | Frankrike |            |

| Placering | Bib | Namn             | Land       | Noteringar |
| --------- | --- | ---------------- | ---------- | ---------- |
| 1         | 6   | Sanna Lüdi       | Schweiz    | Q          |
| 2         | 11  | Katya Crema      | Australien | Q          |
| 3         | 27  | Nikol Kučerová   | Tjeckien   |            |
| 4         | 22  | Marion Josserand | Frankrike  |            |

| Placering | Bib | Namn             | Land       | Noteringar |
| --------- | --- | ---------------- | ---------- | ---------- |
| 1         | 10  | Sandra Näslund   | Sverige    | Q          |
| 2         | 26  | Jenny Owens      | Australien | Q          |
| 3         | 23  | Andrea Limbacher | Österrike  |            |
| 4         | 7   | Jorinde Müller   | Schweiz    |            |

| Placering | Bib | Namn            | Land      | Noteringar |
| --------- | --- | --------------- | --------- | ---------- |
| 1         | 2   | Ophélie David   | Frankrike | Q          |
| 2         | 18  | Karolina Riemen | Polen     | Q          |
| 3         | 15  | Heidi Zacher    | Tyskland  |            |

#### Kvartsfinaler
| Placering | Bib | Namn               | Land     | Noteringar |
| --------- | --- | ------------------ | -------- | ---------- |
| 1         | 1   | Kelsey Serwa       | Kanada   | Q          |
| 2         | 16  | Fanny Smith        | Schweiz  | Q          |
| 3         | 9   | Anna Wörner        | Tyskland | DNF        |
| 4         | 8   | Georgia Simmerling | Kanada   | DNF        |

| Placering | Bib | Namn              | Land      | Noteringar |
| --------- | --- | ----------------- | --------- | ---------- |
| 1         | 13  | Katrin Ofner      | Österrike | Q          |
| 2         | 4   | Anna Holmlund     | Sverige   | Q          |
| 3         | 12  | Katrin Müller     | Schweiz   |            |
| 4         | 28  | Stephanie Joffroy | Chile     | DNF        |

| Placering | Bib | Namn              | Land       | Noteringar |
| --------- | --- | ----------------- | ---------- | ---------- |
| 1         | 3   | Marielle Thompson | Kanada     | Q          |
| 2         | 11  | Katya Crema       | Australien | Q          |
| 3         | 14  | Yulia Livinskaya  | Ryssland   |            |
| 4         | 6   | Sanna Lüdi        | Schweiz    | DNF        |

| Placering | Bib | Namn            | Land       | Noteringar |
| --------- | --- | --------------- | ---------- | ---------- |
| 1         | 2   | Ophélie David   | Frankrike  | Q          |
| 2         | 10  | Sandra Näslund  | Sverige    | Q          |
| 3         | 26  | Jenny Owens     | Australien |            |
| 4         | 18  | Karolina Riemen | Polen      | DNF        |

#### Semifinaler
| Placering | Bib | Namn          | Land      | Noteringar |
| --------- | --- | ------------- | --------- | ---------- |
| 1         | 4   | Anna Holmlund | Sverige   | BF         |
| 2         | 1   | Kelsey Serwa  | Kanada    | BF         |
| 3         | 13  | Katrin Ofner  | Österrike | SF         |
| 4         | 16  | Fanny Smith   | Schweiz   | SF         |

| Placering | Bib | Namn              | Land       | Noteringar |
| --------- | --- | ----------------- | ---------- | ---------- |
| 1         | 3   | Marielle Thompson | Kanada     | BF         |
| 2         | 2   | Ophélie David     | Frankrike  | BF         |
| 3         | 11  | Katya Crema       | Australien | SF         |
| 4         | 10  | Sandra Näslund    | Sverige    | SF         |

#### Finaler
B-final
| Placering | Bib | Namn           | Land       | Noteringar |
| --------- | --- | -------------- | ---------- | ---------- |
| 5         | 10  | Sandra Näslund | Sverige    |            |
| 6         | 13  | Katrin Ofner   | Österrike  |            |
| 7         | 11  | Katya Crema    | Australien |            |
| 8         | 16  | Fanny Smith    | Schweiz    |            |

A-final
| Placering | Bib | Namn              | Land      | Noteringar |
| --------- | --- | ----------------- | --------- | ---------- |
| 1         | 3   | Marielle Thompson | Kanada    |            |
| 2         | 1   | Kelsey Serwa      | Kanada    |            |
| 3         | 4   | Anna Holmlund     | Sverige   |            |
| 4         | 2   | Ophélie David     | Frankrike |            |